# Trooping the Colour

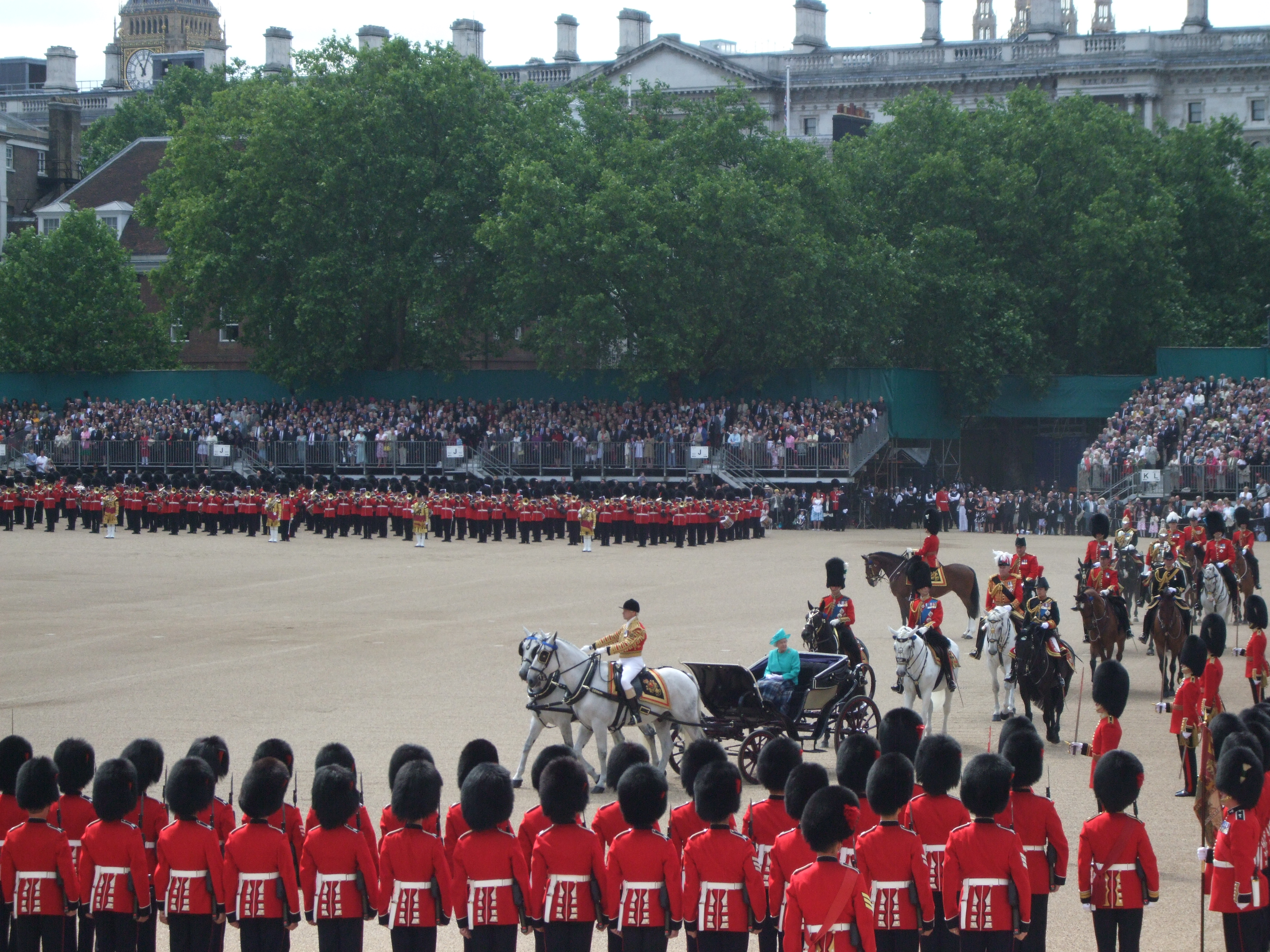
Drottningen inspekterar Foot Guards.

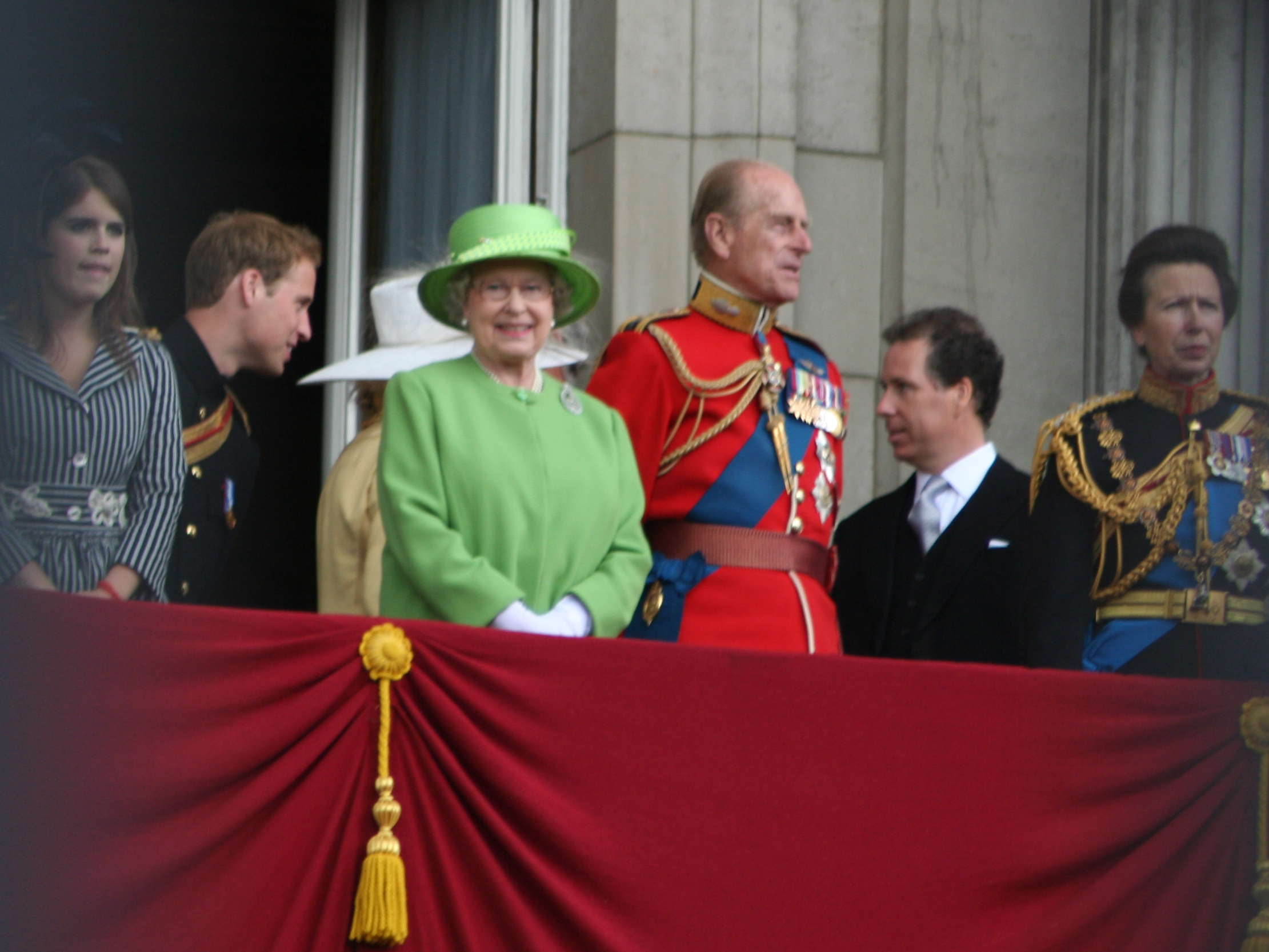
Brittiska kungafamiljen efter Trooping the Colour 2007.

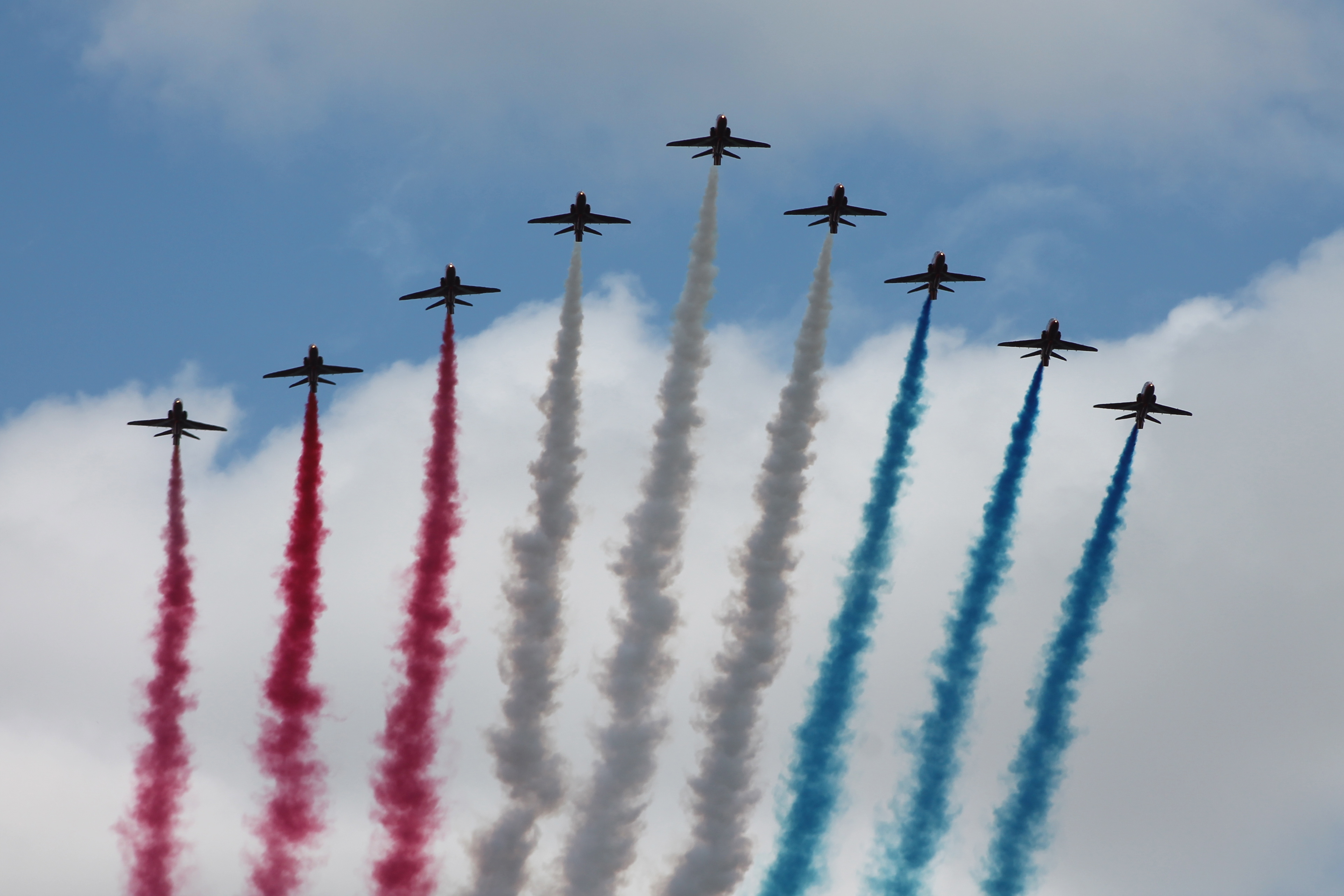
Överflygning av Red Arrows efter Trooping the Colour 2013.

Trooping the Colour är en årlig militär ceremoni som utförs av Storbritanniens armé och regementen från andra länder i Samväldet. Det är en tradition som går tillbaka till kung Karl II:s tid. 

## Ceremonin
En Colour är en regementsfana, som tidigare användes som samlingspunkt på slagfältet. Varje regemente hade utöver sina symboler en egen färg eller kombination av färger på fanan, så att den lätt kunde kännas igen i stridens hetta.
Fanan blev en symbol för regementets band till monarken, en symbol för regementet och en symbol för stupade kamrater. Förlusten av en fana var en stor skam, och därtill var det en stor ära att erövra en av fiendens fanor. Det var bara bataljoner från infanteriregementen som bar fanor på slagfältet. Artilleriet hade kanonerna som samlingspunkt, och jägarregementen använde inte den traditionella linjeformationen.
I ceremonin ställs bataljonen upp i kompanier, och fanföraren och fanvakten marscherar, troops, mellan leden så att alla kan se att fanan är intakt. Detta görs före och efter varje slag, och ceremonin har behållits även om den inte längre har en praktisk betydelse eftersom fanan inte längre förs i strid.

## Trooping the Colour i London
I Storbritannien är Trooping the Colour sedan 1748 förbundet med firandet av kungens officiella födelsedag, och kallas därför även Kungens födelsedagsparad (engelska: King's Birthday Parade).
Sedan 1760 har ceremonin firats årligen, med undantag för otjänligt väder, landssorg eller andra särskilda omständigheter. Edvard VII, som var född i november, beslutade att firandet av hans officiella födelsedag skulle ske i maj eller juni, eftersom det är några av de mest stabila månaderna i förhållande till väderleken. Under drottning Elizabeth II har firandet vanligen firats den andra lördagen i juni. Kung Charles III meddelade några månader efter sitt trontillträde att hans officiella födelsedag 2023 skulle firas den 17 juni, vilket är den tredje lördagen i månaden.
Under ceremonin hyllar Household Division och King's Troop monarken, genom en parad på The Mall till Buckingham Palace. Ofta deltar monarken och kungafamiljen i den ridande högvakten, i egenskap av uppdraget som överstar i Household Division. Drottning Elizabeth II red själv i paraden 1951–1986. Under dagen genomförs även salut vid Green Park (41 skott), Windsor Great Park (21 skott) och Tower of London (62 skott). Royal Air Force deltar också i firandet, genom en överflygning i formation. Efter ceremonin följer livgardets vanliga vaktskifte.
Elizabeth II har närvarat varje år med undantag för 1955, då en nationell järnvägsstrejk ledde till att hela evenemanget ställdes in. Under coronapandemin 2020–2021 genomfördes förenklade ceremonier vid Windsor Castle. Vid 1981 års ceremoni utsattes drottning Elizabeth II för ett attentatsförsök under ryttarkortegen, men trots att hon besköts med sex skott fullföljde hon ceremonin. På hennes 80-årsdag i 2006 utvidgades ceremonin med en större överflygning och en feu de joie. Vid ceremonin 2018 deltog en beriden styrka från det svenska Livgardet.[källa behövs]
Hushållets kavalleri och beridna regemente (engelska: The Household Cavalry Mounted Regiment) är baserat i Hyde Park Barracks nära Buckingham Palace i London, och svarar för beriden högvakt vid alla statsceremonier, inklusive Kungens officiella födelsedag. Regementet består av Livgardets ryttarskvadron (The Life Guards Mounted Squadron), Blues and Royals Mounted Squadron och Högkvarterets skvadron (Headquarters Squadron), och innehåller även en beriden musikkår.